# Háblame (película de 2022)
Háblame (título original en inglés: Talk to Me) es una película australiana de terror sobrenatural de 2022 dirigida por Danny y Michael Philippou, en su debut como directores de largometraje. Escrita por Danny Philippou y Bill Hinzman a partir de un concepto de Daley Pearson, la película está protagonizada por Sophie Wilde, Alexandra Jensen, Joe Bird, Otis Dhanji y Miranda Otto.
Talk to Me tuvo una proyección preliminar en el Festival de Cine de Adelaida de 2022, seguida de un estreno mundial en el Festival de Cine de Sundance de 2023 el 22 de enero de 2023. Se estrenó en cines de Australia el 27 de julio de 2023 e internacionalmente al día siguiente. La película recibió reseñas generalmente positivas de los críticos, quienes elogiaron su historia, secuencias de terror, efectos prácticos y actuaciones.

## Reparto
- Sophie Wilde como Mia
- Alexandra Jensen como Jade
- Joe Bird como Riley
- Miranda Otto como Sue
- Otis Dhanji como Daniel
- Zoe Terakes como Hayley
- Chris Alosio como Joss
- Alexandria Steffensen como Rea
- Marcus Johnson como Max
- Ari McCarthy como Cole
- Sunny Johnson como Duckett

## Producción
Talk to Me es una coproducción de Causeway Films, Bankside Films y Talk to Me Holdings, y es una presentación de Screen Australia en asociación con South Australian Film Corporation, Adelaide Film Festival Investment Fund, Head Gear Films y Metrol Technology. Los directores Danny y Michael Philippou trabajaron en estrecha colaboración con la productora Samantha Jennings, una de las cofundadoras de la productora Causeway Films, que está familiarizada con Adelaida. La conocían por haber trabajado con ella en The Babadook, otra producción de Causeway Films, y le atribuyen el mérito de mantenerlos conectados a tierra y ayudar a dar forma a la película.
La película está ambientada en la ciudad natal de los realizadores, Adelaida, en Australia Meridional. Se basa en gran medida en la trama en lugar de efectos especiales, sustos repentinos o sangre. Los hermanos Philippou han dicho que están comprometidos a filmar, o al menos hacer la postproducción, en Australia para todos los proyectos futuros.

## Estreno
Talk to Me se vendió a numerosos distribuidores internacionales en el Festival Internacional de Cine de Cannes de 2022. Tuvo su debut en una proyección previa en el Festival de Cine de Adelaida el 30 de octubre de 2022, la noche de clausura del festival.
La película tuvo su estreno mundial en el Festival de Cine de Sundance de 2023 en su programación de medianoche. Después de que el estreno provocó una guerra de ofertas con Universal Pictures y otros, A24 ganó y adquirió los derechos para distribuir la película en los Estados Unidos. Se confirmó que Maslow Entertainment, Umbrella Entertainment y Ahi Films codistribuirían la película en Australia y Nueva Zelanda.
La película tuvo su estreno europeo en el Festival Internacional de Cine de Berlín y también se proyectó en South by Southwest (SXSW) ese mismo año. La película también tuvo su estreno canadiense en el Festival Internacional de Cine Fantasía el 23 de julio de 2023.
Talk to Me se estrenó en cines en Australia el 27 de julio de 2023, antes de estrenarse al día siguiente en América del Norte, el Reino Unido e internacionalmente.
Talk to Me se lanzará en Blu-ray el 3 de octubre de 2023.

## Recepción

### Taquilla
A partir del 4 de septiembre de 2023, Háblame ha recaudado 48,3 millones de dólares en Estados Unidos y Canadá, y 43,7 millones de dólares en otros países y territorios, para un total mundial de 92 millones de dólares.
En Estados Unidos y Canadá, Hablame se estrenó junto con Haunted Mansion, y originalmente se proyectaba que recaudaría entre 4 y 5 millones de dólares en 2340 salas de cine en todo el mundo. Después de hacer $4,2 millones en su primer día (incluidos 1,3 millones de dólares de los avances del jueves por la noche), en el fin de semana las estimaciones se incrementaron a 10 millones de dólares. Terminó debutando con $10,4 millones y terminó en quinto lugar, marcando el mejor comienzo para una película de A24 desde Midsommar en julio de 2019. La película recaudó 6,3 millones de dólares en su segundo fin de semana (una caída del 40%, mejor que el promedio para una película de terror). La película se mantuvo en el top 10 durante sus primeras seis semanas y el 3 de septiembre superó a Hereditary como la película de terror más taquillera de A24 a nivel nacional con un total acumulado de $ 48,3 millones.

### Crítica
En el sitio web agregador de reseñas Rotten Tomatoes, el 95 % de las 273 reseñas de críticos son positivas, con una calificación promedio de 7,7/10. El consenso del sitio web dice: "Con una historia apasionante y efectos prácticos impresionantes, Talk to Me teje una historia de terror del siglo XXI terriblemente espeluznante construida sobre bases clásicas". Metacritic, que utiliza un promedio ponderado, asignó a la película una puntuación de 76 sobre 100, basada en 44 críticas, lo que indica "críticas generalmente favorables". El público encuestado por CinemaScore le dio a la película una calificación promedio de "B+" en una escala de A+ a F.
Jeannette Catsoulis de The New York Times escribió: "Distinguida por efectos prácticos maravillosamente pegajosos y sacudidas visuales profundamente angustiosas (especialmente cuando el joven Riley cae bajo la influencia maligna de la mano), Talk to Me tiene una energía vertiginosa que a menudo es violenta pero nunca deliberadamente cruel". También aplaudió las actuaciones de Wilde y Bird, diciendo que la película debe gran parte de su potencia a la interpretación principal en continua evolución de Sophie Wilde" y a un Joe Bird notable. Justin Chang de Los Angeles Times también elogió las actuaciones de Bird y Wilde, escribiendo: "Joe Bird, en una actuación magnífica y sorprendente" y "Pero incluso cuando habla conmigo Coquetea con la incoherencia, Wilde la aleja del abismo. Más que una simple gran reina del grito, ella da sentido vívido a las emociones devastadas de Mia, revelándola como una cautiva menos del reino espiritual que de su propio dolor inconsolable". Jake Wilson de The Sydney Morning Herald le dio a la película 3½ de 4 estrellas y escribió: "El sombrío prólogo deja pocas dudas de que les sucederán cosas horribles a las personas que nos piden que nos preocupemos, y aunque el final puede no satisfacer completamente construido, es mejor muy pocas explicaciones reconfortantes que demasiadas". David Rooney de The Hollywood Reporter elogió la película y dijo: «teje hábilmente sus miedos más profundos en torno a la idea de que el dolor y el trauma pueden ser invitaciones abiertas a fuerzas depredadoras del más allá». Marca un bienvenido toque de escribiendo: «Si bien el elenco predominantemente joven es sólido, especialmente Bird como Riley, el talentoso recién llegado Wilde hace el trabajo dramático más pesado».

## Próximamente
En agosto de 2023, Danny y Michael Philippou revelaron que ya habían completado la fotografía principal de una película precuela, con la historia explorando la historia de fondo de Duckett que conduce a la introducción del personaje en la película original. La producción se completó de forma consecutiva, desde la perspectiva de la narración de la vida en pantalla a través de teléfonos móviles y redes sociales. Sunny Johnson aparece como Duckett. Los realizadores declararon que tienen la intención de estrenar este proyecto en el futuro. Además, Philippous confirmó sus planes de desarrollar una secuela, afirmando que ya escribieron secuencias para el proyecto. Más tarde ese mes, A24 anunció que se estaba desarrollando una secuela titulada Talk 2 Me; y el estudio lanzó el logo oficial al mismo tiempo. Danny y Michael Philippou regresarán como codirectores, a partir de un guion escrito por los escritores Danny y Bill Hinzman.